# Albrecht Graf Matuschka
Albrecht Graf Matuschka (* 15. November 1944 in Berlinchen bei Landsberg an der Warthe) ist ein deutscher Finanzdienstleister und Unternehmer. Gemeinsam mit Partnern gründete er die „TRV Treuhand Vermögensverwaltung GmbH“ in München, die der Kern der nach ihm benannten Matuschka-Gruppe war. Im Bereich der Finanzdienstleistungen erzielte die Unternehmensgruppe in den 1980er-Jahren hohe Wachstumsraten. Anfang der 1990er-Jahre zerfiel die Matuschka-Gruppe.

## Familie
Albrecht ist der Sohn von Friedhelm Graf von  Matuschka (1913–1979) und Maria Tortilowicz von Batocki-Friebe (* 1915). Er heiratete in erster Ehe 1979 Renate Maier (* 1943), (Scheidung 1996). Seit 1998 ist er in zweiter Ehe mit Astrid von Salmuth (* 1958) verheiratet. Aus der ersten Ehe stammen die Söhne:
- Gabriel (* 1980)
- Johannes (* 1985)
- Clemens (* 1993)

## Leben und Ausbildung
Albrecht Matuschka durchlief eine Banklehre bei Warburg-Brinckmann, Wirtz. Anschließend verbrachte er einige Jahre in London beim Bankhaus S. G. Warburg & Co. als Mitarbeiter des Gründers Siegmund G. Warburg. Danach begann er, zunächst in Hamburg und dann in München, ein Universitätsstudium der Volks- und Betriebswirtschaftslehre, das er 1969 nach dem sechsten Semester abbrach.

## Matuschka-Gruppe

### Aufbauphase
1969 wurde er Geschäftsführer einer Gesellschaft zur Vermögensverwaltung und Vermögensberatung. Die Gesellschaft, die er zusammen mit seinem Freund Rolf Christof Dienst gründete, war zunächst im eigenen Wohnraum beheimatet. Ein Jahr später entstand daraus zusammen mit Werner Döttinger die TRV Treuhand Vermögensverwaltung mit Sitz in München. Ziel der Gesellschaft war es, Vermögen von wohlhabenden Familien zu betreuen. Als Vorteile gegenüber den in diesem Geschäft etablierten Banken wurde die Unabhängigkeit, eine größere Flexibilität und eine verstärkte Innovationsfähigkeit herausgestellt. Es wurde ferner behauptet, dass man die Kundenberatung nicht schematisiere, sondern individuell auf den jeweiligen Kunden zuschneide.

### Venture Capital
Matuschka und seine Partner entdeckten den Venture-Capital-Markt als Investitionsmöglichkeit. Dieses Marktsegment hatte sich nach dem Zweiten Weltkrieg in den USA und in Großbritannien entwickelt. Um diesen Finanzmarkt auch in Deutschland aufzubauen, gründeten Mitte der 1970er-Jahre 29 staatliche und private Kreditinstitutionen die „Deutsche Wagnisfinanzierungsgesellschaft (WFG)“, die sich in den folgenden Jahren aus mehreren Gründen zu einem wirtschaftlichen Fehlschlag entwickelte. Die TRV engagierte sich zunächst über US-Partner im angelsächsischen Raum an entsprechenden Projekten. Sie erwarb dadurch Erfahrungen, um danach selbst als Venture-Capital-Investor in Deutschland aktiv zu werden.

### TVM
1983 gründete die Matuschka-Gruppe gemeinsam mit Siemens und anderen ausländischen Partnern die Risikokapitalfirma „TVM Techno Venture Management GmbH & Co. KG“ in München. Durch die Partnerschaft mit Siemens hat sich die Bekanntheit und das Ansehen der Matuschka-Gruppe in der Finanzwelt erhöht. An den Fonds der TVM haben sich anschließend weitere deutsche Unternehmen beteiligt. Das TVM Engagement entwickelte sich in den kommenden Jahren erfolgreich.

### Zenit und Niedergang
Der Erfolg der Matuschka-Gruppe ermöglichte es Albrecht Matuschka, weitere Partner für seine Expansionspläne zu gewinnen. Die Wirtschaftspresse wurde zunehmend auf die Matuschka-Gruppe aufmerksam, insbesondere weil sie sich als Alternative zum traditionellen Kreditgewerbe positionierte. Die Geschäftsfelder wurden u. a. auf die Vermögensberatung von weiteren Zielgruppen und auf Mergers & Akquisitionen ausgeweitet. 1989 beschäftigte die Matuschka-Gruppe rund 400 Mitarbeiter und verwaltete ein Kundenvermögen von fünf Milliarden DM. Der Erfolg entwickelte sich jedoch nicht nachhaltig. Es wurde Kritik an der Performance der Vermögensverwaltung und am Führungsstil von Albrecht Matuschka laut. Das Vertrauen in der Finanzwelt nahm zunehmend Schaden. Partner verließen die Unternehmensgruppe und machten sich selbständig. Um eine 1991 drohende Insolvenz abzuwenden, wurden wesentliche Geschäftsfelder verkauft. In den Folgejahren wurde die Firmengruppe liquidiert.

## Heutiger Stand
Albrecht Graf Matuschka bietet heute Dienstleistungen als Berater und Vortragender zu Themen zum Finanzbereich, aber auch darüber hinaus, an.